# Икрово
Икрово — деревня в Бережанской волости Островского района Псковской области.
Расположена в 20 км к юго-западу от центра города Остров и в 12 км к юго-западу от деревни Рубилово.
Численность населения деревни по состоянию на 2000 год составляла 22 человека.
До 2005 года деревня входила в состав ныне упразднённой Калининской волости с центром в д. Рубилово.